# Életem nyara
Az Életem nyara (eredeti cím: A Week Away) 2021-es amerikai tini zenés drámafilm, amelyet Roman White rendezett, forgatókönyvírói Alan Powell, Kali Bailey és Gabe Vasquez, producerei Powell, Gabe Vasquez és Steve Barnett. A főszerepben Bailee Madison, Kevin Quinn, David Koechner és Sherri Shepherd látható.
A filmet 2021. március 26-án mutatta be a Netflix.

## Cselekmény
A film nyitójelenetében Will (Kevin Quinn) menekül a rendőrség elől, ezáltal tettei miatt olyan helyzetbe került, hogy a fiatalkorúak börtönével kell szembenéznie. Azonban mentőövként egy nevelőanya, Kristin (Sherri Shepherd) meglátogatja a Will ügyét intéző Mark (Ed Amatrudo) rendőrtisztet, és Will választhat a javítóintézet és egy nyári tábor között. Will végül a tábort választja, és onnantól kezdve nem akármilyen utazás veszi kezdetét. Amikor először látja meg Averyt (Bailee Madison), rögtön megakad rajta a szeme. Will úgy tesz, mintha George (Jahbril Cook) unokatestvére lenne, aki Kristen fia. Will úgy vesz részt a tábori tevékenységekben, mint bármelyik másik táborozó, de miután a táborozók között kezd kiderülni az igazság a helyzetéről, Will elhagyja a helyet. Avery utána hajt, hogy megpróbálja rávenni a visszaútra, de sikertelenül jár. Küzd a gondolattal, hogy létezik-e szerető Isten azok után, ami a családjával történt.
Végül Will úgy dönt, hogy visszatér a táborba, megkeresi Avery-t és megcsókolják egymást. A tábor véget ér, és Kristen felajánlja Willnek, hogy hazajöhet vele és George-dzsal. Csoportos öleléssel átölelik egymást.

## Szereplők
| Szerep                 | Színész             | Magyar hang     |
| ---------------------- | ------------------- | --------------- |
| Avery                  | Bailee Madison      | Staub Viktória  |
| William "Will" Hawkins | Kevin Quinn         | Csiby Gergely   |
| George                 | Jahbril Cook        | Jéger Zsombor   |
| Presley                | Kat Conner Sterling | Dér Mária Marus |
| Kristin                | Sherri Shepherd     | Kocsis Mariann  |
| David                  | David Koechner      | Kerekes József  |
| Sean                   | Iain Tucker         | Rada Bálint     |
| Mark                   | Ed Amatrudo         | Jakab Csaba     |
| Charlie                | Adam Lower          | Bergendi Áron   |

## Fordítás
- Ez a szócikk részben vagy egészben  az   A Week Away című angol Wikipédia-szócikk fordításán alapul.  Az eredeti cikk szerkesztőit annak laptörténete sorolja fel. Ez a jelzés csupán a megfogalmazás eredetét és a szerzői jogokat jelzi, nem szolgál a cikkben szereplő információk forrásmegjelöléseként.